# Jožef in Potifarjeva žena (Orazio Gentileschi)
Jožef in Potifarjeva žena je slika Orazia Gentileschija, naslikana okoli leta 1630-1632 med njegovim obiskom na dvoru Karla I. Skupaj s sliko Najdba Mojzesa (Narodna galerija) in Apolonom in muzami (zasebna zbirka) je bila ustvarjena za kraljico Henrietto, da bi visela v kraljičini hiši v Greenwichu.
Gentileschi je svoje zadnje plačilo za delo prejel od kraljeve družine julija 1632 in med letoma 1633 in 1634 so v Greenwichu pripravili okvir zanjo. Ostaja v kraljevi zbirki.
Tema se navezuje na zgodbo iz 39. poglavja Prve Mojzesove knjige o Jožefu v Potifarjevi hiši (1 Mz 39), ki pravi da je bil Jožef prodan dvorjanu Potifarju, poveljniku faraonove garde. Kasneje je Jožef postal Potifarjev služabnik, nato pa nadzornik njegove hiše. Tukaj je Potifarjeva žena (pozneje imenovana Zulaykha) poskušala zapeljati Jožefa, kar je ta zavrnil. Jezna, ker je pobegnil od nje, ga je lažno obtožila posilstva, da bi ga zaprli.